# Czajka (zwyczajna)
Czajka (zwyczajna), czajka pospolita (Vanellus vanellus) – gatunek średniego ptaka wędrownego z rodziny sieweczkowatych (Charadriidae). Jeden z bardziej rozpowszechnionych ptaków błotnych. Nie wyróżnia się podgatunków. Jest to gatunek bliski zagrożenia.

## Zasięg występowania
Czajka zamieszkuje niemal całą Europę i umiarkowaną strefę Azji aż po Pacyfik (do Morza Japońskiego). Zimuje w Europie Zachodniej, na wyspach wschodniego Atlantyku, w północnej Afryce, basenie Morza Śródziemnego, na Bliskim i Dalekim Wschodzie oraz w Indiach. W Polsce występuje w całym kraju, choć nierównomiernie, bo najliczniej na wschodzie. Pojawia się też w niższych partiach gór. Zachodnio- i południowoeuropejskie populacje są osiadłe, ma na to wpływ łagodny klimat. Przeloty marzec–kwiecień oraz czerwiec i późniejsze miesiące.

## Morfologia
WyglądBrak wyraźnego dymorfizmu płciowego. W szacie godowej przód głowy, szyi i wole czarne. Wierzch głowy również czarny, z potylicy wyrastają długie pióra tworzące charakterystyczny czub. U samca ma on 8–10 cm, u samicy tylko 5–7 cm. Boki głowy, pierś i brzuch białe. Wierzch ciała czarny z zielonkawym połyskiem, skrzydła czarne z połyskiem purpurowym. Pokrywy podogonowe rdzawe. W poprzek piersi ciągnie się czarny pas. Ogon biały, zaokrąglony, z czarną plamą na końcu. Na czarnych piórach głowy, szyi i piersi samicy widnieją drobne białe kropeczki.

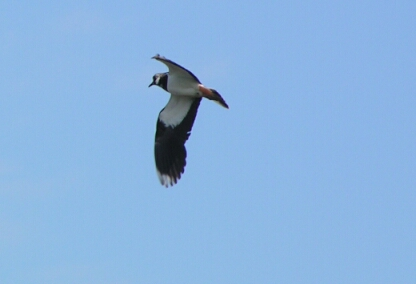
Czajka w locie

W locie charakterystyczna sylwetka – zgięte, zaokrąglone od tyłu skrzydła od białego spodu lub wierzchu wyglądają jak litera „M”, zakończone są czarnym upierzeniem. Leci z prędkością 50 km/h. W szacie spoczynkowej zacierają się granice między białymi i czarnymi plamami, a głowa i podgardle stają się białawe. Młode osobniki są bardziej brązowe z bardzo krótkim czubkiem na głowie. Jest wielkości gołębia, ale ma znacznie dłuższe nogi.

Wymiarydługość ciała ok. 30–35 cm
rozpiętość skrzydeł ok. 65–85 cm
masa ciała ok. 130–330 g

## Ekologia i zachowanie

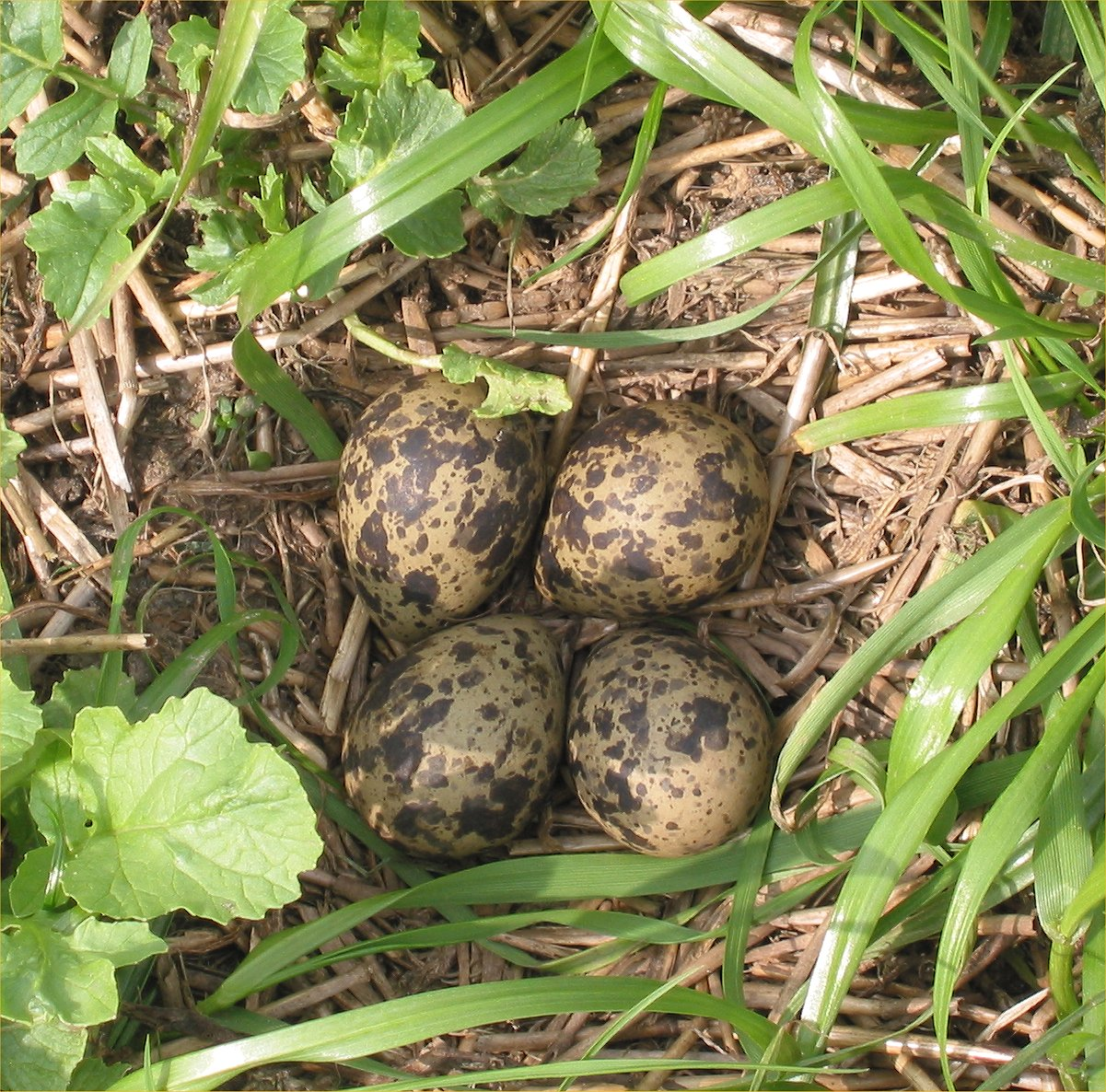
Jaja czajki

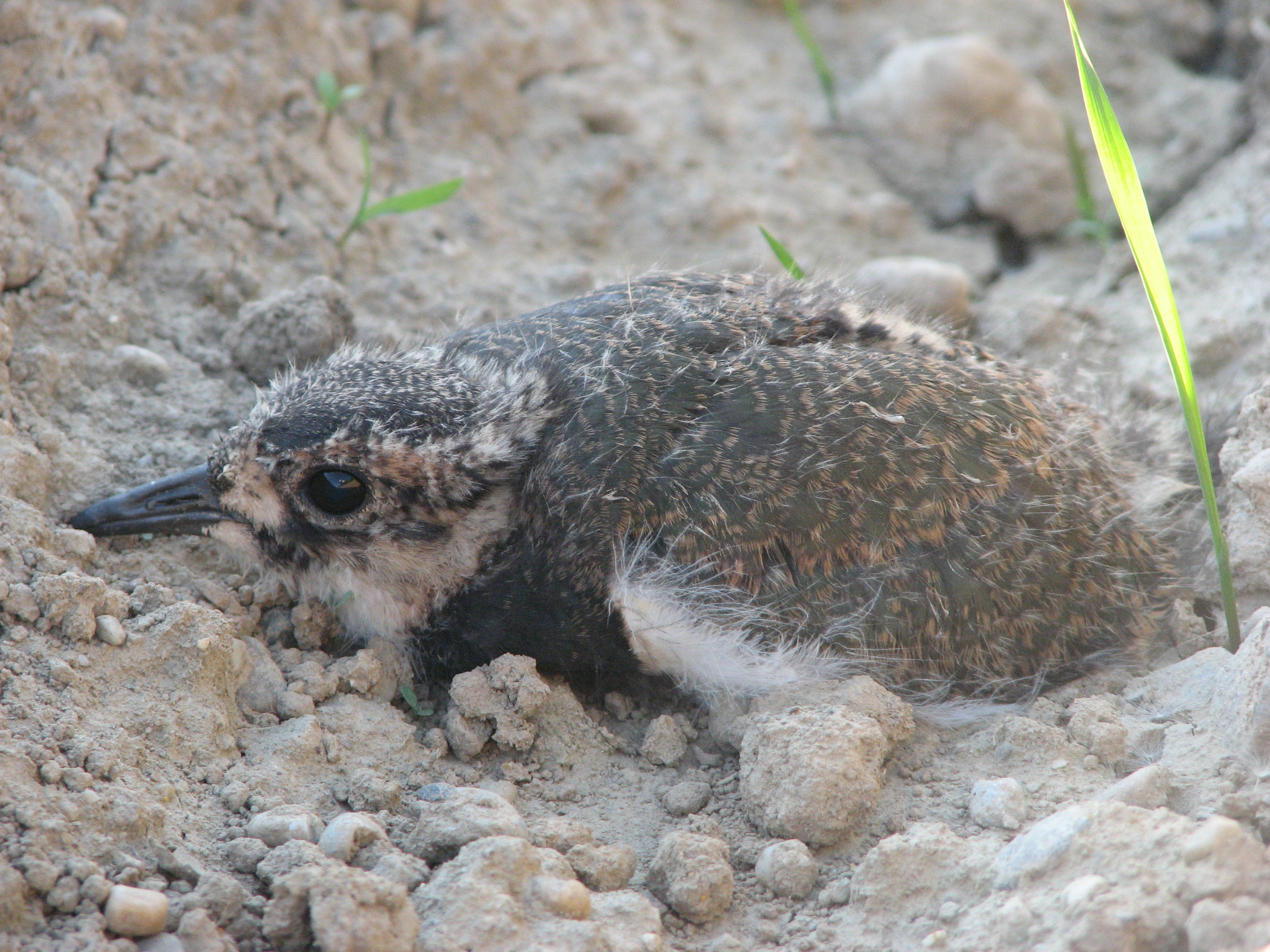
Pisklę

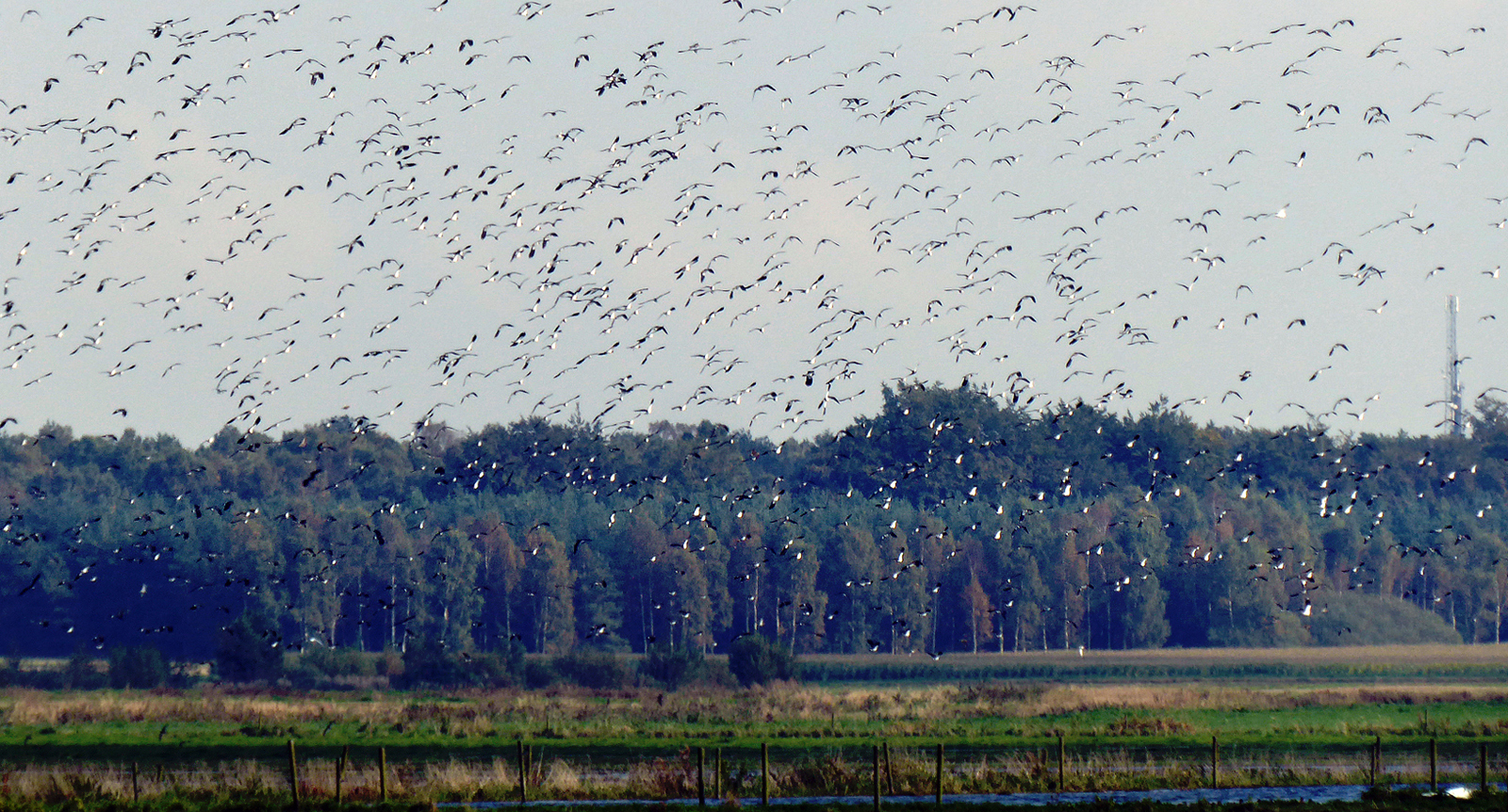
Stado liczące około 3000 osobników w Ystad w 2017 roku

BiotopBagna, wilgotne łąki, pastwiska, spuszczone stawy i brzegi zbiorników wodnych, jak również na suchych polach uprawnych, przy czym w pobliżu musi znajdować się woda. Unika wszelkich nierówności terenów jak pagórki czy zadrzewienia i krzewy zasłaniające widoczność, dlatego spotkać ją można na zupełnie odkrytym obszarze.
TokiNa lęgowiska wracają wcześnie, bo już w lutym i marcu wraz ze skowronkami zwiastującymi wiosnę. W okresie godowym w marcu samiec wykonuje akrobatyczne loty godowe z widowiskowymi skokami. Czajka bije wtedy gwałtownie skrzydłami, na przemian wzbijając się i opadając. W powietrzu odwraca się na plecy, robi pętlę (looping), a towarzyszy temu świst skrzydeł i wydawany przenikliwy krzyk „kui kui kiuih kiuih”. Różni się on od ostrzegawczego okrzyku, dźwięcznego „kiwit kiwit”. Toki kończą się na ziemi, gdzie partnerzy biegają, kiwają się, kłaniają się sobie i rozpościerają ogony. W tym samym czasie samiec szykuje kilka jamek, a samica wybiera tę, która będzie przyszłym gniazdem. Samce mogą być monogamistami, jak również żyć w poligamii i posiadać do 4 partnerek. W drugim wypadku samiec wysiaduje gniazdo każdej partnerki po trochu.
GniazdoNieosłonięte zagłębienie w ziemi w otoczeniu niskich roślin (nie krępujących ruchów), wyścielone skąpo trawą. Czasem tworzy kolonie lęgowe.
JajaW ciągu roku wyprowadza jeden lęg, składając w kwietniu–maju 4 (bardzo rzadko 3 lub 5) brązowożółte jaja w ciemniejsze plamy. W gnieździe jaja ułożone są ostrzejszymi końcami do środka.
Okres lęgowyJaja wysiadywane są przez okres 21–28 dni przez obydwoje rodziców, którzy w razie zagrożenia atakują drapieżnika z powietrza. Agresję przejawiają również, gdy chodzi o ochronę młodych. Wrzeszczą wtedy przeraźliwie i dziobią napastnika. Mogą nawet gonić drapieżnika i ofiarnie walczyć mimo poniesionych ran. W puchu pisklęta mają biały kołnierzyk na karku, od góry obrzeżony na czarno. Pisklęta, zagniazdowniki, kilka godzin po wykluciu biegają i zdobywają pokarm. Usamodzielniają się po 5 tygodniach, kiedy to umieją już latać. Włóczą się wtedy stadami po okolicy. Dojrzewają w pierwszym roku życia.
Najdłużej żyjąca czajka, której wiek oznaczył człowiek, miała 18 lat.
PożywienieOwady i inne małe bezkręgowce jak pająki, robaki i mięczaki. Wyjątkowo zdarzają się małe ryby i żaby, również nasiona i źdźbła traw.
Pokarmu wyszukuje wśród niskiej roślinności lub na terenach zupełnie osłoniętych, zbierając go lub wydłubując z ziemi. Żeruje spokojnie chodząc lub podbiegając.

## Status, ochrona i zagrożenia
Od 2015 roku IUCN klasyfikuje czajkę jako gatunek bliski zagrożenia (NT – Near Threatened); wcześniej, od 1988 roku zaliczała ją do gatunków najmniejszej troski (LC, Least Concern). Liczebność światowej populacji, według szacunków organizacji Wetlands International z 2012 roku, mieści się w przedziale 5,6–10,5 milionów osobników. 
W Polsce objęta ochroną gatunkową ścisłą, wymaga ochrony czynnej. Na Czerwonej liście ptaków Polski uznana za gatunek zagrożony (EN).
Liczebność czajki w Europie spada; według szacunków organizacji BirdLife International z 2015 roku, europejska populacja zmalała o 30–49% w ciągu 27 lat (3 pokolenia). Podobny silnie spadkowy trend obserwowany jest również w Polsce – w latach 2000−2016 średni roczny spadek liczebności wynosił 6%. Według szacunków Monitoringu Pospolitych Ptaków Lęgowych, w latach 2013–2018 populacja czajki na terenie kraju liczyła 64–87 tysięcy par lęgowych.
Istotna jest wysokość roślin na lęgowisku, która nie powinna przekraczać na początku okresu lęgowego około 8 cm wysokości. Wysiadujące ptaki mogą dzięki temu się widzieć, ale też mieć widok na okolicę, co daje im poczucie bezpieczeństwa, a pisklęta mogą bez przeszkód biegać. Na te warunki ma wpływ człowiek, który stosując nawozy może zwiększyć gęstość, wysokość i szybkość wzrostu roślinności. Stosowane powszechnie chemikalia wybijają owady, główne pożywienie czajek. Pierwotne siedliska jak wilgotne łąki i torfowiska w wyniku osuszania ptak ten często musiał zamienić na tereny rolnicze. Do innych czynników wpływających na spadek liczebności czajki należy niski sukces lęgowy – wysokie straty w lęgach powodowane są przez drapieżne ssaki (np. lisy) i ptaki. Lęgi i same gniazda są zagrożone wycinaniem w czasie wcześniejszych żniw, kiedy to młode jeszcze nie zdążą się usamodzielnić.